# Estadio Kleanthis Vikelidis
El Estadio Kleanthis Vikelídis  (en griego: Στάδιο Κλεάνθης Βικελίδης) o Harilaou es un estadio situado en la ciudad de Salónica, Grecia. Fue construido en 1951 para albergar los partidos del Aris Salónica F.C., uno de los clubes de fútbol más populares de Grecia. Durante muchos años, el nombre oficial del terreno fue Estadio Aris, hasta que fue rebautizado en 2004 en honor de Kleanthis Vikelides, un legendario jugador del Aris en la década de 1930. Sin embargo, más comúnmente se conoce como Harilaou Stadium, barrio donde está construido el estadio. La capacidad del estadio era de 23 200 espectadores sentados, antes de su renovación con motivo de los Juegos Olímpicos de 2004, donde sirvió como campo de entrenamiento para la competición de fútbol, cuando se limitó su capacidad a 22 800 asientos. Sus instalaciones incluyen vestuarios, un gimnasio, una piscina, palcos vip, una sala vip, un restaurante con vista al campo y salas para la prensa.

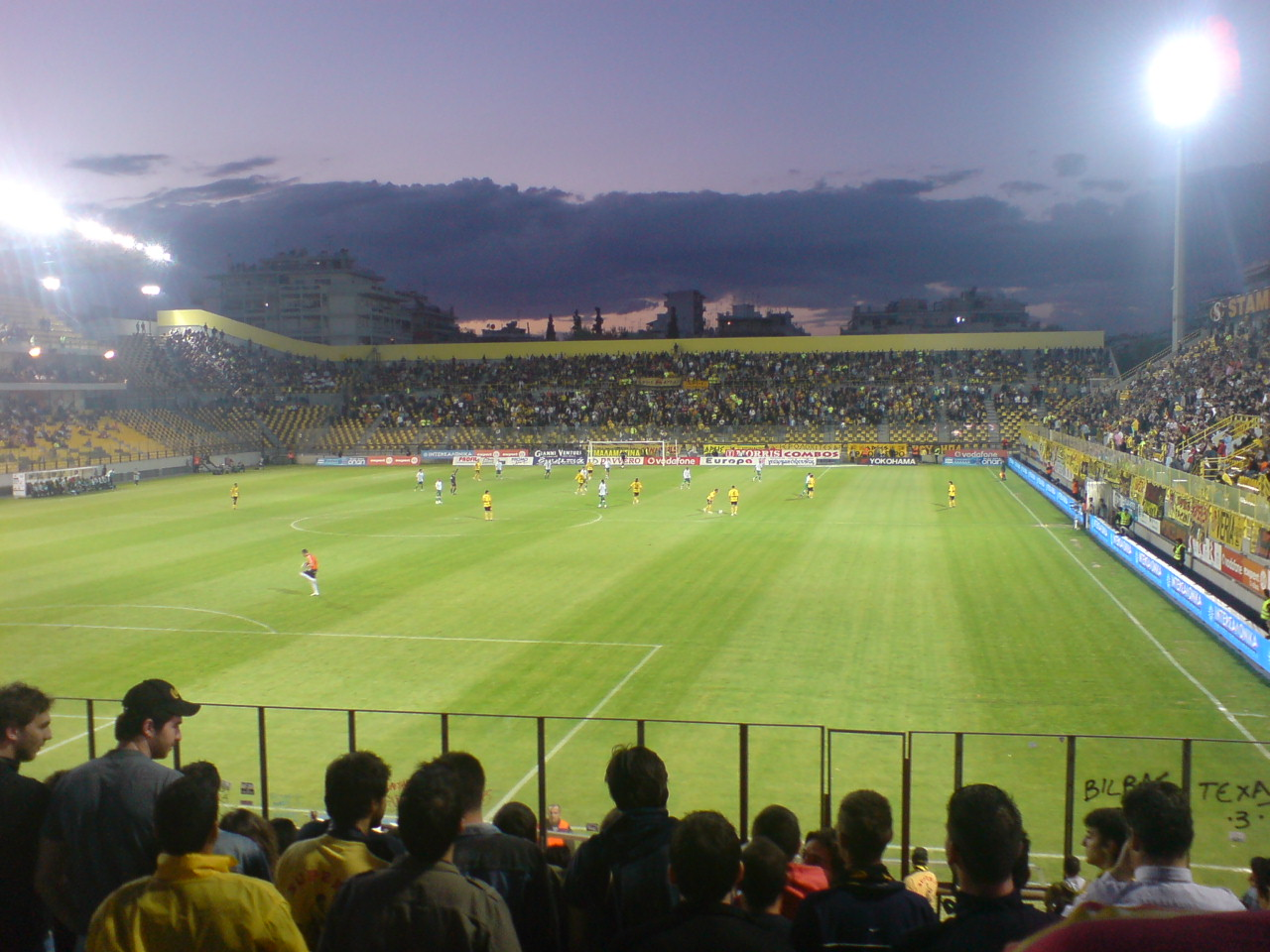
Día de partido en el Estadio Kleanthis Vikelidis
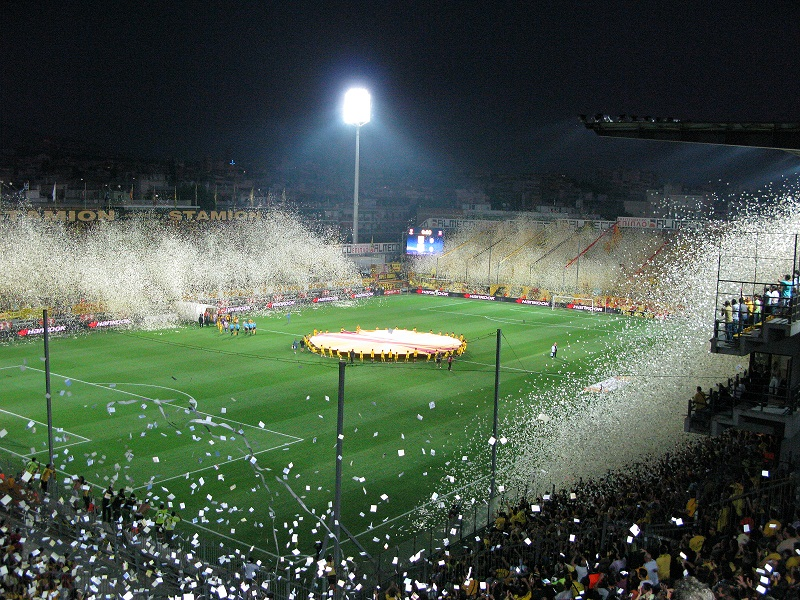
Estadio Kleanthis Vikelidis, partido Aris Salónica - Atlético de Madrid